# Kallistó
Kallistó (řecky Καλλιστώ, latinsky Kallistó) je v řecké mytologii dcera arkadského krále Lykáóna.
Byla prý nejkrásnější dívkou v království a stala se členkou družiny bohyně lovu Artemis. Netrvalo dlouho a objevil ji nejvyšší bůh Zeus. Aby ji získal, prý na sebe vzal podobu Artemis. Některé verze však hovoří o tom, že si ji vzal násilím.
Když Artemis zpozorovala, že Kallistó čeká dítě, vyhnala ji ze své družiny a Kallistó pak osamocena porodila v lese syna Arkada. Když se o Kallistó dozvěděla bohyně Héra, Diova manželka, pomstila se za Diovu nevěru tím, že Kallistó proměnila v medvědici.
Arkas dospěl a lov se stal jeho vášní. Neštěstí na sebe nedalo dlouho čekat – na jednom lovu se vydal po stopě právě své matky. V poslední chvíli zakročil Zeus, zabránil vraždě Kallisty-medvědice a proměnil Arkada také v medvěda. Oba poté vyzvedl na nebeskou klenbu a přeměnil je v souhvězdí Velké medvědice a Malého medvěda, které dnes též nazýváme Velký a Malý vůz.

## Odraz v umění
Tento příběh byl oblíbeným námětem renesančních a barokních umělců.
- Tizian namaloval hned dva obrazy Artemis a Kallistó – jeden z roku 1559 je vystaven v Bridgewater House v Londýně a druhý z roku 1560 se nachází ve Státní galerii ve Vídni
- další pozoruhodný obraz je Fr. Wouterse Artemis a Kallistó; pochází z poloviny 17. století a nejdeme jej v Zámecké galerii v Kroměříži.